# Marisella Chevallard
Maria Isabella Chevallard detta Marisella (Rozzano, 11 dicembre 1945) è un'ex sciatrice alpina italiana.

## Biografia

### Carriera sciistica
Sciatrice polivalente, Marisella Chevallard debuttò in campo internazionale in occasione delle SDS-Rennen 1965 (Grindelwald, 5-8 gennaio), dove non completò lo slalom gigante; in Coppa del Mondo esordì nella stagione inaugurale del circuito, il 13 gennaio 1967 a Grindelwald in discesa libera (21ª), conquistò il miglior risultato il 3 marzo dello stesso anno a Sestriere nella medesima specialità (12ª) e prese per l'ultima volta il via il 10 gennaio 1968 a Grindelwald in slalom gigante (29ª). Si congedò dalle competizioni in occasione dei Campionati italiani 1969 (Bardonecchia, 19-24 febbraio), dove vinse la medaglia di bronzo nello slalom gigante; non prese parte a rassegne olimpiche o iridate.

### Altre attività
Terminata la carriera completò gli studi e divenne avvocato; scrisse anche articoli giornalistici per alcune testate specializzate.

## Palmarès

### Universiadi
- 1 medaglia:
  -  1 bronzo (slalom gigante a Innsbruck 1968)[senza fonte]

### Campionati italiani
- 8 medaglie[7]:
  - 1 oro (slalom speciale nel 1965)
  - 3 argenti (combinata nel 1966; slalom gigante nel 1967; combinata nel 1968)
  - 4 bronzi (discesa libera nel 1966; discesa libera, slalom gigante nel 1968; slalom gigante nel 1969)